# Patrick Samba
Patrick (Pat) Samba (Kinshasa, 1 september 1982) is een Nederlands-Congolees voormalig voetballer die als aanvaller speelde.
Samba speelde onder meer in de jeugdopleiding van Feyenoord. Hij speelde in Finland voor VPS Vaasa voor hij tussen 2006 en 2007 voor Kozakken Boys speelde. In het seizoen 2008 speelde hij wederom in Finland voor TP-47 Tornio. In de zomer van 2009 ging hij in Engeland voor Glapwell FC spelen en maakte na een paar maanden de overstap naar Stafford Rangers FC. Begin 2011 ging hij in de Belgische vierde klasse bij JS Habaysienne spelen. In het seizoen 2011/12 speelde Samba in de Bulgaarse B Grupa voor Etar 1924 Veliko Tarnovo. Hij vestigde zich als fitness- en voetbaltrainer in Engeland waar hij in 2015 nog speelde voor Gedling Miners Welfare in de East Midlands Counties Football League.